# 최우 (당나라)
최우(崔偶)는 당 무종 (814-856) 때 당나라의 장군이다.

## 개요
최우(崔偶)는 당나라의 장군으로 랴오닝 병마사를 지냈다. 그의 가문은 청하 최씨로 당 중종 때 하북성 제후로 봉분 되었고, 그의 동생 최승(崔陞)이 랴오닝 병마사를 관적하게 되었다.  최승(崔陞)은 당 중종 (705-710) 때 당나라 병마사로, 당 무종 (814-856) 때 최우(崔偶)와 동일인이라고 전하기도 하지만 생년 년대는 100년의 차이가 있어, 확실하지 않다.
최우(崔偶)는 889년, 신라 진성여왕 3년에는 원종(元宗), 경노(京奴)등이 반란을 일으키자 당나라 소종(昭宗)의 명을 받아 상장군으로 내임하여, 반란을 평정하여 공으로 신라에서 은청광록대부에 올른 후 경주에 정착하였다. 당시 신라에는 민란이 끊이지 않았고, 강원도 등의 산지에는 외적의 침입이 극심하였다. 따라서 신라 조정은 당나라에 원군을 청하게 되는데 여러 번에 걸쳐 당나라에서 반란 진압군이 들어와 외적을 소탕하였다.
846년에 최승(崔陞), 또는 최우(崔偶)라는 인물이 신라 문성왕 때 들어와 외적을 토벌하였다는 기록이 있는데,  40년 정도의 시간의 차이가 있어서 889년도에 동래한 최우와 동일인인지 확실하지 않다.

## 같이 보기
- 최승
- 최현위
- 청하 최씨
- 충주 최씨
- 전주 최씨